# Антонович, Милан
Милан Антонович (серб. Милан Антоновић; 1850, Белград, Княжество Сербия — 1929, Белград, Королевство Югославия) — сербский архитектор. Он построил несколько зданий в Белграде и Сербии. Среди его наиболее важных достижений — Белградский Государственный Госпитальный Комплекс, начальная школа Палилула, построенная в 1894 году, Дворец Анкер на Теразие, построенный в 1899 году, и Фотографическая мастерская Милана Йовановича, построенная в 1903 году. Его стиль характеризовался как эклектика — смесь академической архитектуры, неоклассицизма и Венского сецессиона. Он первым применил железобетонные балки для антресольных конструкций.

## Работы в Белграде
- Комплекс военного госпиталя во Врачаре (Война больница на Врачару, 1909 г.);
- Начальная школа в Палилуле (Основная школа «Вук Караджич», ул. Таковская, 41, 1894);
- Бар Анкер на 26 Теразие, построенный в 1893 году;
- Фотографическая студия Милана Йовановича, построенная в 1903 году;
- Гранд-отель на улице Князя Михайлова, 5, построен в 1919 году;
- Дом Общества благоустройства Врачара (Dom Drustva za ulepsavanjaVracara), построенный в 1926 году.
- Дом Димитрия Живадиновича, построенный в 1904 году.